# Condado de Castilnovo
Condado de Castilnovo är en kommun i Spanien.   Den ligger i provinsen Provincia de Segovia och regionen Kastilien och Leon, i den centrala delen av landet, 90 km norr om huvudstaden Madrid. Antalet invånare är 128. Arean är 23,0 kvadratkilometer.
Terrängen i Condado de Castilnovo är platt.